# ساداسشيف كانوجي باتل
ساداسشيف كانوجي باتل (بالإنجليزية: S. K. Patil)‏ (و. 1898 – 1981 م) هو مؤلف، وسياسي، وصحفي من الهند، والراج البريطاني، كان عضوًا في المؤتمر الوطني الهندي، توفي عن عمر يناهز 83 عاماً.

## مناصب
تولى منصب عضو لوك سابها ‏.